# 五菱宏光Mini EV
五菱宏光Mini EV，是上汽通用五菱于2020年推出的三门四座电动车，属五菱宏光系列车型。其子车型包括宏光Mini EV马卡龙、宏光Mini EV Gameboy系列以及中国首款纯电敞篷车——宏光Mini EV敞篷版等。2020年，該款汽車是當時中國售價最便宜的電動汽車。截至2022年底，宏光MINIEV自上市以来已连续28个月蝉联中国品牌纯電汽车销量第一，并获得“2022年全球小型纯电汽车销量冠军”称号。

## 产品特性和历史
宏光Mini EV系列车型的续航里程在120公里至300公里之间。

## 海外发售
2021年，上汽通用五菱和立陶宛Nikrob汽车公司签约，透过提供技术和零部件在立陶宛生产五菱宏光Mini EV，以“Freze Nikrob EV”名义在欧洲多国发售。2023年，上汽通用五菱和越南TMT汽车公司合作，在越南生产五菱宏光Mini EV，并在东南亚国家发售。

## 图辑

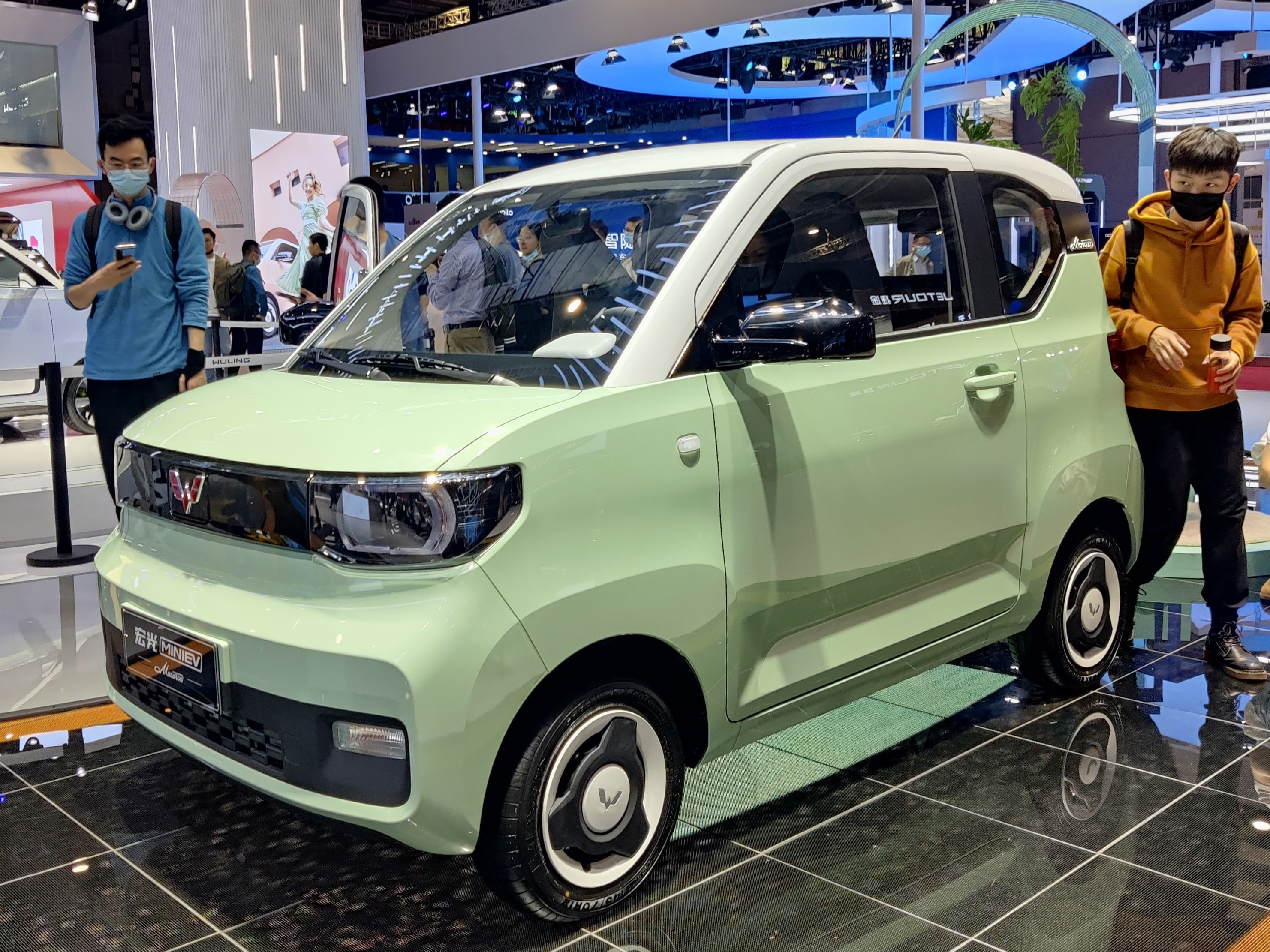
宏光Mini EV马卡龙系列
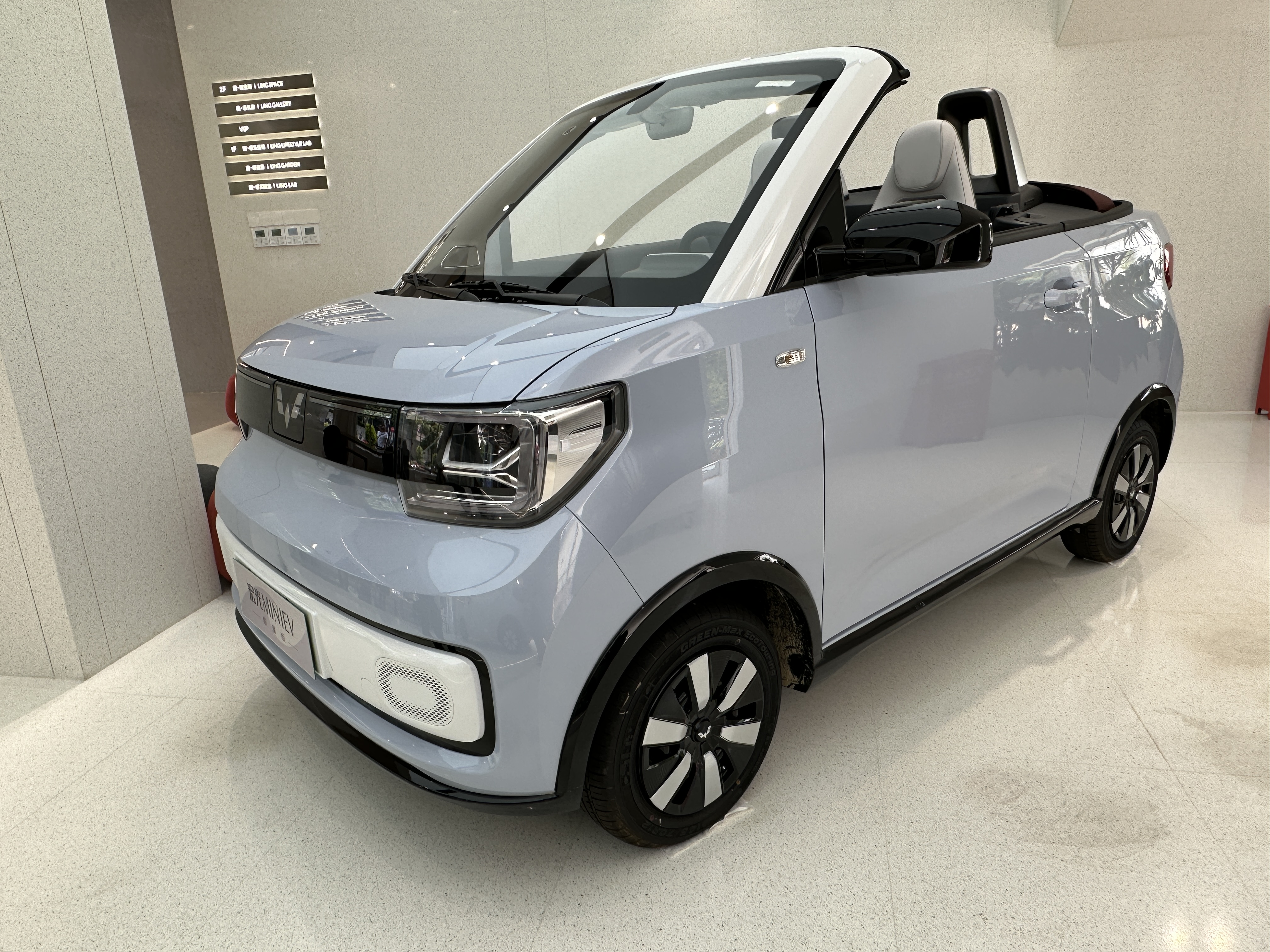
宏光Mini EV敞篷版系列
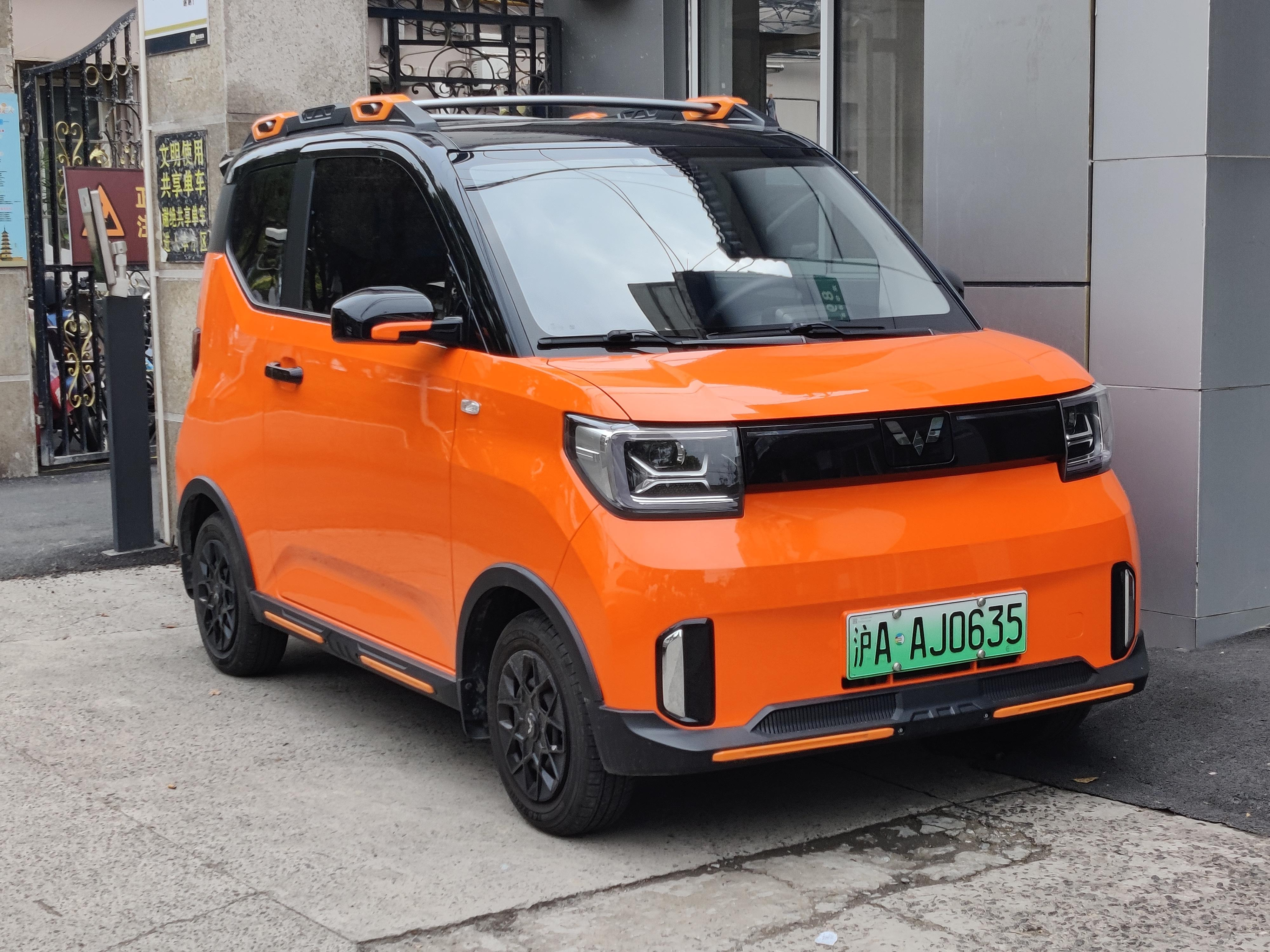
宏光Mini EV Gameboy系列
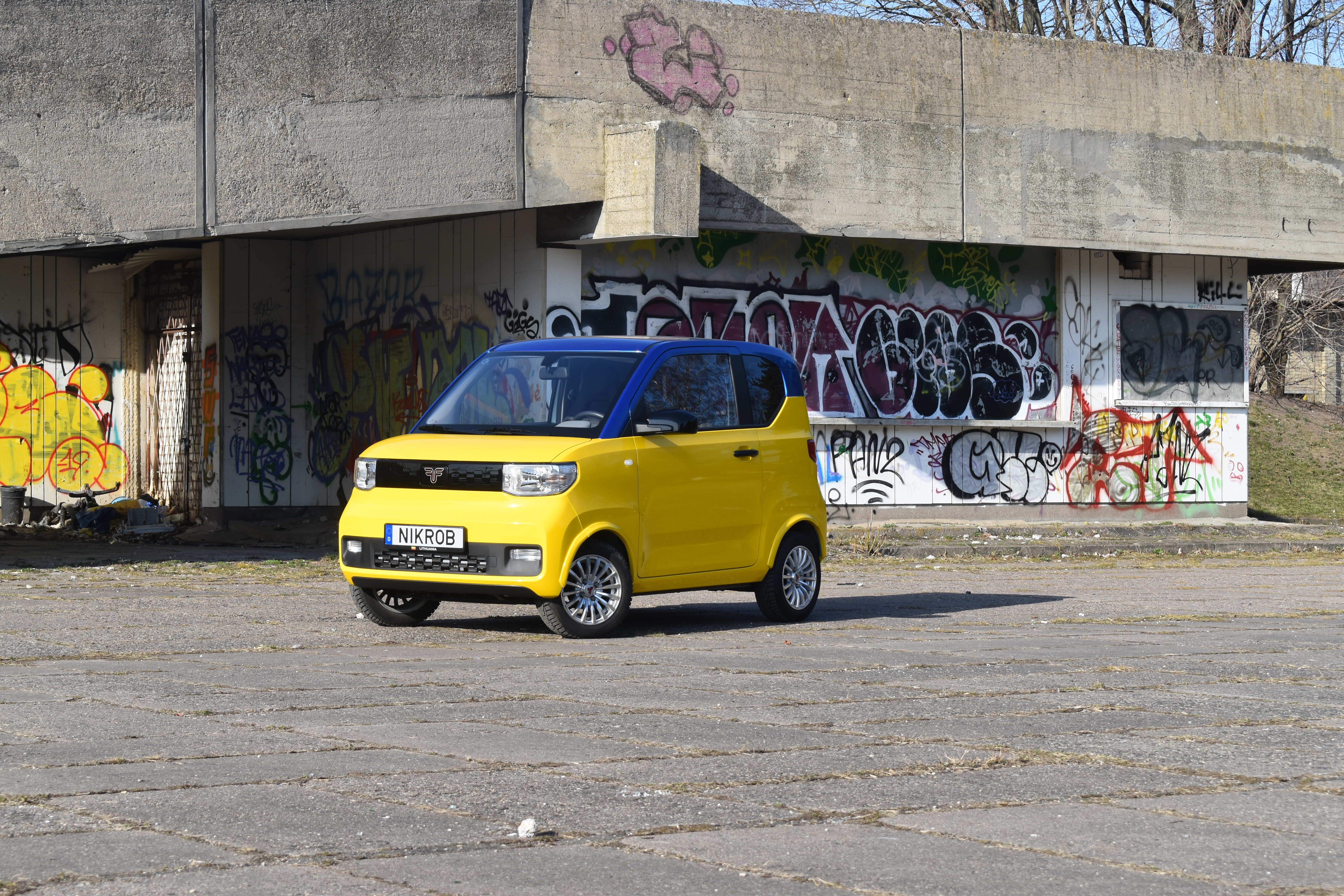
Freze Nikrob EV

## 資料來源
1. ↑  . Autoblog.com.   [2024-03-29]. （原始内容存档于2023-11-30）.
2. ↑  易知微. . 证券时报. 2023-02-03  [2023-10-09]. （原始内容存档于2023-02-03）.
3. ↑  荣瑶. . 柳州日报. 2023-02-02  [2023-10-09].
4. ↑  . Top Gear Philippines.   [2023-10-09]. （原始内容存档于2023-07-25）.
5. ↑  . 日经中文网. 2021-04-26  [2023-10-09]. （原始内容存档于2021-04-26）.
6. ↑  E电园. . 搜狐网. 2023-07-14  [2023-10-09].